# Alfred Loewy
Alfred Loewy (Rawicz, 20 de junho de 1873 — Freiburg im Breisgau, 25 de janeiro de 1935) foi um matemático alemão.
Trabalhou com teoria da representação.
Foi palestrante convidado do Congresso Internacional de Matemáticos em Heidelberg (1904: Über reduzible Gruppen linearer homogener Substitutionen).

## Obras
- Lehrbuch der Algebra, 1915
- Grundlagen der Arithmetik, 1915
- Mathematik des Geld- und Zahlungsverkehrs, 1920
- Versicherungsmathematik, 1903